# Łukasz Hong Nak-min
Łukasz Hong Nak-min (kor. 홍낙민 루가; ur. w 1751 roku w Yesan w Korei; zm. 8 kwietnia 1801 w Seulu) – koreański męczennik, błogosławiony Kościoła katolickiego.

## Życiorys
Hong Nak-min urodził się w rodzinie szlacheckiej w 1751 roku w Yesan w ówczesnej prowincji Chungcheong. Następnie mieszkał w Chungju i Seulu. W 1788 roku zdał egzamin państwowy, który umożliwił mu zostanie urzędnikiem rządowym.
Hong Nak-min stał się katolikiem wkrótce po wprowadzeniu tej wiary do Korei w 1784 r. Władze Korei były nieprzyjaźnie nastawione do chrześcijan i co pewien czas rozpoczynały ich prześladowania, podczas których Łukasz Hong Nak-min wykazał się dosyć chwiejną postawą. Tym niemniej Łukasz Hong Nak-min był kilukrotnie aresztowany z powodu wiary, został też skazany na wygnanie. Ponieważ ostatecznie jednak opowiedział się zdecydowanie za wiarą katolciką, został za to skazany na śmierć. Ścięto go 8 kwietnia 1801 roku w miejscu straceń w Seulu za Małą Zachodnią Bramą razem z kilkoma innymi katolikami: Augustynem Jeong Yak-jong, Janem Choe Chang-hyeon, Franciszkiem Ksawerym Hong Gyo-man oraz Tomaszem Choe Pil-gong.
Jego synem był Protazy Hong Jae-yeong, który również został ścięty z powodu wyznawania wiary katolickiej w 1840 r.
Łukasz Hong Nak-min został beatyfikowany razem z synem Protazym Hong Jae-yeong przez papieża Franciszka 16 sierpnia 2014 roku w grupie 124 męczenników koreańskich.
Wspominany jest 31 maja z grupą 124 męczenników koreańskich.